# IT24
IT24 var en svensk nyhetssajt om och för alla som arbetar i den svenska it-industrin. Sajten ägdes av International Data Group (IDG) och nådde hösten 2009 i genomsnitt 65 000 läsare i veckan. Bevakningsområdena är marknaden, människorna och affärerna, med regelbunden rapportering om de svenska och internationella it-bolagen. Det till skillnad från systertidningen Computer Sweden som i huvudsak skriver ur ett nyttoperspektiv med it-köparen i åtanke.
Branschfesten IT Business Awards anordnades varje år av IT24 och tidningen IT.Branschen. Där delas priser ut till bland andra årets it-leverantör, årets it-konsult och årets it-återförsäljare. 
IT24-redaktionen stod även för stora delar av bransch- och näringslivsbevakningen i tidningen Computer Sweden samt producerade tidningen IT.Branschen, som utkom med tretton nummer per år.
IT24 lanserades den 22 januari 2007, med Per Danielson som chefredaktör. Chefredaktör från 2009 var Daniel Goldberg.
Hösten 2016 slogs IT24 ihop med ComputerSwedens webbplats och upphörde som egen publikation.